# Sergei Borissowitsch Iwanow

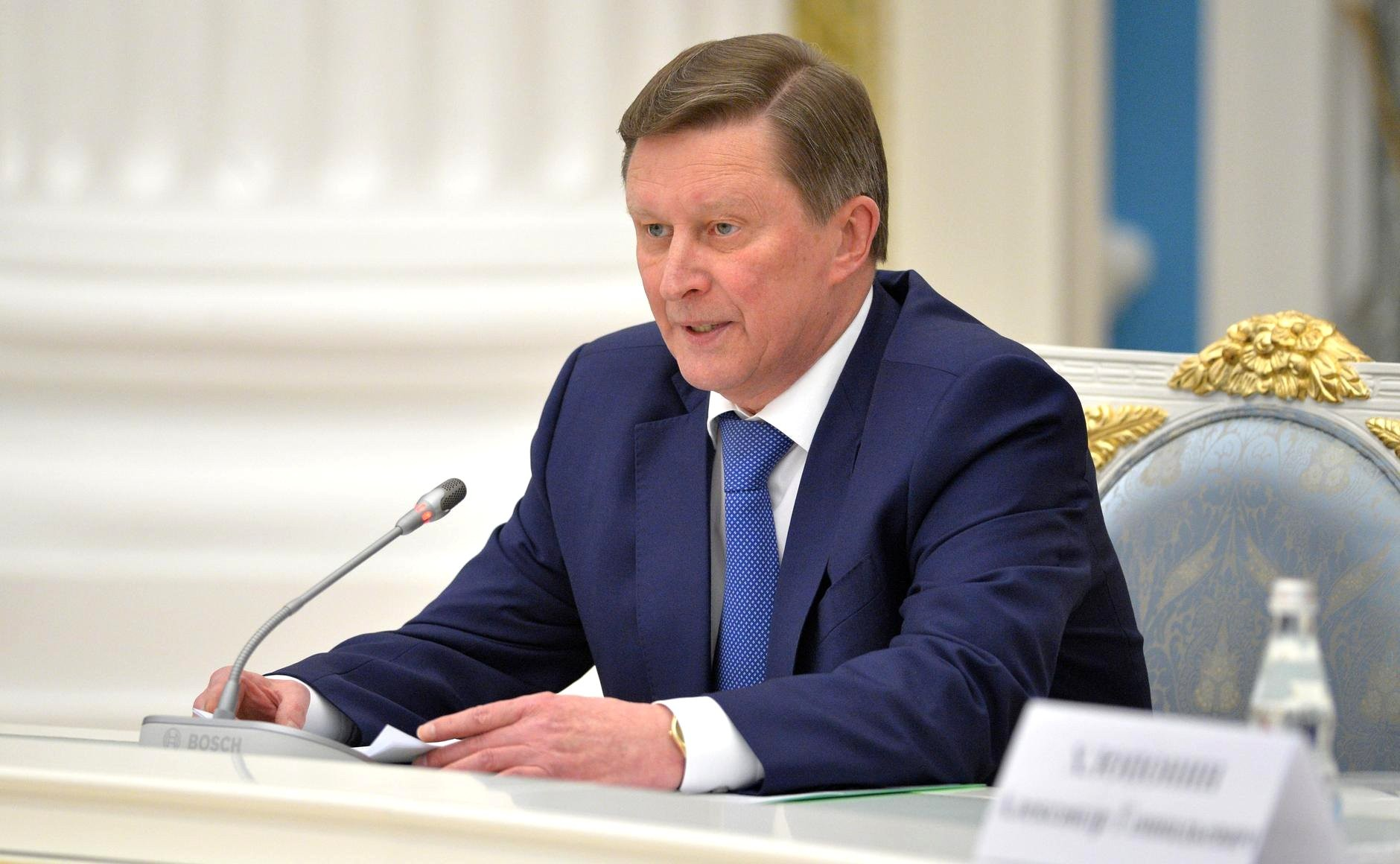
Sergei Iwanow (2016)

Sergei Borissowitsch Iwanow (russisch Сергей Борисович Иванов; * 31. Januar 1953 in Leningrad) ist ein russischer Politiker. Von 2001 bis 2007 war er Verteidigungsminister der Russischen Föderation. Er galt eine Zeit lang als Spitzenkandidat für die Nachfolge von Präsident Wladimir Putin bei den Präsidentschaftswahlen 2008.
Vom 22. Dezember 2011 bis zum 12. August 2016 war Iwanow Vorsitzender der russischen Präsidialverwaltung.

## Leben
Sergei Iwanow studierte von 1970 bis 1975 an der Staatlichen Universität Sankt Petersburg im Fachbereich Sprachen, mit den Hauptfächern Englisch und Schwedisch. Danach begann er eine langjährige Tätigkeit für das KGB, mit dem Schwerpunkt auf Gegenspionage. Hierbei kam er mit seinem späteren Förderer Wladimir Putin in Kontakt. 1990 war er nach eigenen Angaben für die sowjetische Aufklärung in einem europäischen Land (Großbritannien) tätig.
Als Putin 1998 zum Direktor des neuen russischen Inlandsgeheimdienstes FSB aufstieg, bot er Iwanow dort die Position seines Stellvertreters an, worauf Iwanow vom Auslandsdienst zum FSB wechselte. 2001, Wladimir Putin bekleidete inzwischen das Amt des Präsidenten Russlands, wurde Iwanow zum Verteidigungsminister ernannt. Er war damit der erste Mann in dieser Position, der nicht aus der russischen Militärelite stammte.
Seit 14. November 2005 hatte er zusätzlich das Amt eines stellvertretenden Ministerpräsidenten der Russischen Föderation inne und war zuständig für militärische Angelegenheiten. Am 15. Februar 2007 wurde er von Präsident Putin zum Ersten stellvertretenden Ministerpräsidenten befördert. Da er aufgrund seiner neuen Aufgaben sein Amt als Verteidigungsminister laut Putin „natürlich“ nicht mehr ausfüllen könnte, wurde Anatoli Serdjukow zum neuen Verteidigungsminister ernannt.
Am 29. Dezember 2011 wurde Iwanow zum Wirklicher Staatsrat 1. Klasse der Russischen Föderation befördert.
Iwanow wurde am 12. August 2016 als Präsidialamtschef entlassen und zum Sonderbeauftragten für Naturschutz und Transport ernannt. Sein Nachfolger wurde der bisherige stellvertretende Präsidialamtschef Anton Waino. Präsident Putin zufolge habe Iwanow selbst um seine Amtsenthebung gebeten. Daniel Wechlin, Moskau-Korrespondent der NZZ, sah die Ablösung als Teil eines allmählichen Generationenwechsels im Kreml.

## Unfall des Sohnes
Der älteste Sohn von Sergei Iwanow, Alexander Iwanow (1977–2014) überfuhr 2005 mit seinem Auto eine rote Ampel mit hoher Geschwindigkeit und erfasste dabei eine Rentnerin, die dadurch getötet wurde. In dem anschließenden Gerichtsprozess wurde der Sohn des ehemaligen Verteidigungsministers freigesprochen. Im November 2005 setzte der russische Sender Ren TV die Sendung der Journalistin Olga Romanowa, die über diesen Vorfall kritisch berichtet hatte, ab.

## Unkontrollierte Aktivitäten russischer Geheimdienste
Nachdem 2004 der frühere kommissarische Präsident der tschetschenischen Separatisten Selimchan Jandarbijew von Agenten des Militärgeheimdienstes GRU in Katar ermordet worden war, verurteilte ein katarisches Gericht russische Agenten zu Gefängnisstrafen. Nach der diplomatischen Erzwingung ihrer Herausgabe an Russland wurden diese Agenten 2005 bei ihrer Rückkehr nach Russland von Iwanow begrüßt. Nach der Ermordung Jandarbijews hatte Iwanow auf eine fehlende Motivation für die Beseitigung Jandarbijews hingewiesen. Nach der Ermordung des abtrünnigen ehemaligen Geheimdienstmitarbeiters Alexander Litwinenko wiederholte Iwanow seinen Hinweis auf eine fehlende Motivation.
Im Mai 2014 setzte die US-amerikanische Regierung Iwanow auf eine Sanktionsliste infolge der Ukraine-Krise, die Iwanow die Einreise in die Vereinigten Staaten verbietet.